# Partit Constitucional (Uruguai)
El Partit Constitucional fou un moviment polític, relativament breu, de l'Uruguai. Va tenir un lloc destacat a finals del segle xix, quan l'ambient polític i cultural del país encara no havia madurat. És considerat com un dels primers "partits d'idees" de la nova nació. Altres partits similars anteriors, de curta vida, van ser la Unió Liberal (1855) i el Partit Radical (1873).
El Partit Constitucional va ser fundat el 16 de maig de 1880 i al principi se li va conèixer pel nom de "Gran Partit de les Institucions Lliures". La majoria dels seus dirigents eren destacades personalitats, encara que mancava del suport de la ciutadania. El manifest fundacional del Partit Constitucional, hereu de l'acció ideològica i política del civisme de la dècada de 1870, en el qual es va incloure una única clàusula programàtica referida a la descentralització departamental i a la democràcia local, es va centrar en la qüestió de les institucions públiques, concebudes com el principal suport de la confiança civil i ciutadana, com a "barreres per als uns, salvadores per als altres, llaç d'unió per a tots".
Entre els seus principals dirigents destaca l'advocat Domingo Aramburú. El 1904, el PCN va renunciar a tenir presència parlamentària perquè els militants dels partits tradicionals i històrics del país (Partit Nacional i Partit Colorado) es posessin d'acord.
El partit va desaparèixer finalment de l'escena política, heretant-ne molts dels seus valors a partits futurs com el Nacionalisme Independent, entre d'altres.